# Droits LGBT à la Dominique
L'homosexualité est légale depuis que la Haute Cour de la Dominique a statué que les lois de la Dominique contre la sodomie étaient illégales le 22 avril 2024.
Avant cette décision, les activités sexuelles homosexuelles masculines et féminines étaient illégales à la Dominique, tout comme les relations anales entre personnes de sexe opposé. 
Entre 1995 et 2000, 35 personnes ont été arrêtées par les autorités locales et accusées de sodomie. Les tribunaux ont condamné tous les contrevenants à des amendes et à des peines de prison pouvant aller jusqu'à dix ans. Certains ont été envoyés dans des hôpitaux psychiatriques locaux pour y être « soignés ». En 2001, 15 femmes ont été arrêtées et condamnées à cinq ans de prison. L'accusation portée contre eux était de « grossière indécence ». Dix hommes ont également été condamnés à cinq ans d'emprisonnement pour « avoir commis une grossière indécence avec des personnes du même sexe ». 

## Source
- (en) Cet article est partiellement ou en totalité issu de l’article de Wikipédia en anglais intitulé « LGBT rights in Dominica » (voir la liste des auteurs).